# إيسلينغ والش
إيسلينغ والش (بالإنجليزية: Aisling Walsh) (و. سبتمبر 1958  م) هي مخرجة أفلام أيرلندية، ولدت في دبلن.

## وصلات خارجية
- إيسلينغ والش على موقع IMDb (الإنجليزية)
- إيسلينغ والش على موقع ألو سيني (الفرنسية)
- إيسلينغ والش على موقع أول موفي (الإنجليزية)
- إيسلينغ والش على موقع قاعدة بيانات الأفلام السويدية (السويدية)
- إيسلينغ والش على موقع قاعدة بيانات الفيلم (الإنجليزية)
- إيسلينغ والش على موقع كينوبويسك (الروسية)